# The News Masters TOKYO
The News Masters TOKYO（ザ ニュース マスターズ トウキョウ）は、2017年4月3日から2019年3月29日まで文化放送で放送されていた朝の生ワイドラジオ番組である。

## 概要
2017年3月までの『福井謙二 グッモニ』の放送枠を受け継ぎ、月曜日から金曜日朝の生ワイド番組として2017年4月3日に放送開始、放送時間は7:00 - 9:00。パーソナリティはプロゴルファーでゴルフ解説者のタケ小山（小山武明）。
「元気になる!聴くニュース・ビジネス誌」がコンセプトで、40代から50代のビジネスマンをターゲットに、ニュースと生活情報を発信すると共に、心地良い音楽を送る。
ニュース系コンテンツを掲載した、スマートフォンにも対応した番組公式サイトを設け、タイムフリーとシェアを前提に、ニュース自体がラジオとインターネットを循環する、新しいスタイルの番組を目指す。
アシスタントには代々、文化放送の女性アナウンサーを起用。初回から2018年3月30日放送分までは、当時同局アナウンサーだった小尾渚沙が全曜日に出演していた。同年の4月改編からは、西川文野が月 - 木曜日、長麻未が金曜日を担当していた。
番組１年目のプレミアムフライデーの午前8時台は、文化放送1階のサテライトスタジオから公開生放送を行っていた、初回は2017年4月28日。
株式会社Voicyと文化放送の協働により女性会社員が番組に登場する『働き女子♪パーソナリティ』が選出され、2017年4月からの第1期生（黒河麻里奈、小林厚妃、田ケ原恵美）、同年6月からの第2期生（榎本咲百合、荒井萌、金川恵理）、2018年6月からの第3期生（曽根あかり、庄司舞子、内田あゆみ）が各々レポーター等で出演していた。
同じくVoicyとの協働により『現役女子大生パーソナリティ』を募集し、清水遥夏（東洋大学）、髙橋英礼奈（慶應義塾大学）、中村優（早稲田大学）、小杉倫瑞季（慶應義塾大学）、滝戸貴瑛（聖心女子大学）が各々2019年2月より出演していた。
2019年3月29日で放送を終了。同年4月1日から上田まりえが月 - 木曜日、鈴木あきえが金曜日のパーソナリティを務める『なな→きゅう』が、当番組の放送枠を受け継ぐ。

## 出演者

### パーソナリティ
- タケ小山（小山武明）（プロゴルファー・ゴルフ解説者）[1]

### アシスタント
- 西川文野（文化放送アナウンサー）月 - 木曜、2018年4月2日 - 2019年3月28日[5]
- 長麻未（同上）金曜、2018年4月6日 - 2019年3月29日[5]

#### 過去
- 小尾渚沙（文化放送アナウンサー=当時）2017年4月3日[1] - 2018年3月30日[4]

### ニュースマスター
※番組終了時点で定期出演していたニュースマスター。氏名・肩書はニュースマスター一覧に基づく
- 清水俊宏（FNN.jp チーフビジョナリスト）- 月曜7時台
- 名越康文（精神科医）- 月曜8時台
- 佐々木俊尚（作家、ジャーナリスト） - 火曜7時台
- 楠木建（一橋大学大学院 国際企業戦略研究科 教授） - 火曜8時台
- 小林至（スポーツ経営学者） - 第1、第3水曜7時台
- 入山章栄（早稲田大学大学院 早稲田大学ビジネススクール 准教授）- 水曜8時台
- 藤原和博（教育改革実践家） - 木曜7時台
- 池田純（株式会社横浜DeNAベイスターズ 前代表取締役社長・スポーツ庁参与）- 木曜8時台
- 崔真淑（マクロエコノミスト）- 金曜7時台
- 鈴木敏夫（文化放送 報道スポーツセンター部長）- 金曜7時台
- 上杉隆（メディアアナリスト） - 第4金曜8時台

#### 2017年10月から2018年3月まで
※氏名・担当時間は2017年10月の番組ブログに基づく
- 清水俊宏 - 月曜7時台
- 名越康文 - 月曜8時台
- モーリー・ロバートソン - 火曜7時台
- 宿輪純一 - 火曜8時台
- 鈴木敏夫 - 水曜7時台
- 入山章栄 - 水曜8時台
- 橋詰邦弘 - 第1、第3木曜7時台
- 上杉隆 - 第4木曜7時台
- 池田純 - 木曜8時台
- 楠木建 - 金曜7時台
- 崔真淑- 金曜8時台

#### 番組開始から2017年9月まで
※氏名・担当時間は2017年4月の番組ブログに基づく
- 名越康文 - 月曜7時台
- 清水俊宏 - 月曜8時台
- 宿輪純一 - 火曜7時台
- 池田純 - 火曜8時台
- 入山章栄 - 水曜7時台
- 橋詰邦弘 - 水曜8時台
- 鈴木敏夫 - 木曜8時台
- 崔真淑 - 金曜7時台

### コラム投稿ニュースマスター
※番組終了時点でコラム投稿していたニュースマスター。氏名・肩書は当時のニュースマスター一覧に基づく
- 田原総一朗（ジャーナリスト）
- 小倉孝保（毎日新聞 編集編成局次長）
- 柳川範之（東京大学 大学院経済学研究科・経済学部 教授）
- 杉山知之（デジタルハリウッド大学 学長・工学博士）
- 大橋英敏（みずほ証券チーフクレジットストラテジスト）
- 松浦シゲキ（「スマートニュース」メディアコミュニケーションディレクター）
- 高橋浩祐（国際ジャーナリスト）
- 深沢真太郎（ビジネス数学専門家・教育コンサルタント）
- 塚越健司（拓殖大学 非常勤講師）
- 稲穂健市（東北大学 特任准教授・弁理士）
- 阿部等（株式会社ライトレール 代表取締役社長・交通コンサルタント）
- 宮永博史（東京理科大学大学院 イノベーション研究科 教授）
- 松田雄馬（人工知能研究者）
- 福本ヒデ、山本天心（ザ・ニュースペーパー）
- Kazuquo（銀座の会員制バーのママ）

### コーナー出演者

#### マスターズインタビュー
※この節の氏名や肩書等は番組ブログに基づく

#### 金曜日の秘書たち
※金曜日の秘書たちは『トレンドマスターズTOKYO』の金曜日コーナーであった、出演者は番組コーナーページに基づく。

## タイムテーブル
※番組終了時点、番組タイムテーブルに基づく
- 7:00：オープニング
- 7:01：News Shower 0700
- 7:20：Take up! Sports
- 7:30：News Shower 0730
- 7:45：武田鉄矢・今朝の三枚おろし
- 8:00：News Shower 0800
- 8:20：スマイル交遊録
- 8:25：トレンドマスターズTOKYO
  - 月：Yes/No リサーチ
  - 火：Book
  - 水：Company
  - 木：ヒットの芽
  - 金：Take Take Friday
- 8:30：News Shower 0830
- 8:40：マスターズインタビュー
- 8:47：文化放送ラジオショッピング[19]
- 8:55：エンディング